# Бовін Олег Георгійович
Бовін Олег Георгійович (20 червня 1946) — радянський ватерполіст.
Срібний призер Олімпійських Ігор 1968 року.